# Basarabové
Basarabové (také Bazarabové nebo Bazaraabové) byli rod, který hrál významnou roli při zakládání Valašského knížectví. Byli prvním valašským knížecím rodem a navíc byli blízce příbuzní s rodem Mușatinů, vládců sousedního Moldavska. Dynastie Basarabů měla specifický výběr panovníka, do kterého byli zahrnuti i levobočci. Kníže poté byl volen radou bojarů. Po vládě Alexandru I. Aldea (která skončila v roce 1436) se rod rozdělil na dvě větve, vzniklé z legitimních potomků, které se další dvě století přely o Valašský trůn.
Mezi nejznámějšími členy rodu patří Mircea I., Dan II., Vlad II. Dracul, Vlad III. Dracula, Vlad IV. a Radu IV. Veliký.

## Původ
Dynastie Basarabů je pojmenovaná podle svého zakladatele Basaraba I., knížete valašského, který získal pro Valašsko nezávislost na Uherském království. Otcem Basaraba byl Thocomerius, valašský vojvoda a vazal uherského krále, který zemřel za neznámých příčin roku 1310.